# Exit (festival)

Logo festivalu

Exit je hudební festival, který se od roku 2000 koná každé léto v Petrovaradínské pevnosti v srbském městě Novi Sad. Jde o největší hudební akci v Srbsku. Zaměření festivalu je rockové a elektronické, málokdy na něm vystupují představitelé pop music. Festival vznikl ve studentském, politicky angažovaném ("protimiloševičovském") prostředí a boj za svobodu a demokracii je stále jeho silným motivem. Během druhého ročníku se organizátorům podařilo získat první velkou mezinárodní hvězdu, Boba Sinclara, a dosáhnout návštěvnosti 250 000 diváků. Od roku 2006 začalo světových hvězd přibývat (The Cardigans, David Guetta, Eric Prydz, Moonspell, Suzanne Vega, The Prodigy, Nightwish atd.). Návštěvnost se udržela okolo 200 tisíc diváků každý rok. Festival získal několik mezinárodních ocenění a pozornost světového tisku.